# Calamaria suluensis
Calamaria suluensis е вид змия от семейство Смокообразни (Colubridae). Видът не е застрашен от изчезване.

## Разпространение и местообитание
Разпространен е в Индонезия, Малайзия и Филипини.
Обитава тропически райони и гористи местности.